# Expresul Paris-München
Expresul Paris-München (titlul original: în germană Schlafwagen Paris-München) este un film polițist de televiziune est-german, realizat în 1965 de regizorul Hans-Joachim Hildebrandt, protagoniști fiind actorii Hannjo Hasse, Katja Paryla, Siegfried Weiß și Eva-Maria Hagen. 

## Rezumat
Detectivul privat Frank Winter primește un ordin prin telefon de la o persoană necunoscută de rang mare. Pentru început, are doar 20 de minute să prindă trenul expres de noapte de la Paris la München în gara din Strasbourg din Franța și asta tocmai în plină iarnă. Ar trebui să ia legătura cu un pasager pe care nu-l cunoaște în vagonul de dormit S98. În cabina menționată face cunoștință cu prof. Charles Leduc, cel puțin acest bărbat pretinde că este el. Și îl asigură imediat pe Winter că misiunea acestuia de a-l proteja este absolut inutilă.
Cu toate acestea, Winter devine suspicios atunci când observă comportamentul celorlalți pasageri din vagonul de dormit S98. Următoarele evenimente din acea noapte îl fac pe Winter să acorde cea mai mare atenție siguranței celui încredințat lui. Dar totuși, aproape sub ochii lui Winter, are loc un eveniment criminal pe care el trebuia să-l prevină. Rafinamentul cu care a fost tratat aici profesorul de cibernetică Leduc îi dă lui Winter și colegei sale Chris ideea că au de-a face cu un adversar care va recurge la orice mijloace să-și ducă la capăt acțiunea. Așa că amândoi se pregătesc de luptă.

## Distribuție
- Hannjo Hasse – Frank Winter
- Katja Paryla – Chris Simon
- Siegfried Weiß – prof. dr. Charles Leduc
- Eva-Maria Hagen – Jane Collins
- Fred Mahr – Friedrich Reschke
- Bruno Witkowski – Jack Ray
- Hans-Joachim Preil – Sammy Weyler
- Walter Lendrich – comisarul Marquardt
- Harald Halgardt – Monsieur Chauffour
- Siegfried Göhler – dr. Barthels
- Vera Oelschlegel – domnișoara Ardent
- Hin-hon Kwee – Okamura
- Hans Kießler – Cornelius
- Lothar Bellag – von Pritzkow